# ماركو ستويانوفيتش
ماركو ستويانوفيتش (بالألمانية: Marko Stojanović)‏ (31 مايو 1994 - ) هو لاعب كرة قدم ألماني في مركز الهجوم. لعب مع فورتونا كولن وSC Wiedenbrück ‏ وVfL Leverkusen ‏.

## وصلات خارجية
- ماركو ستويانوفيتش على موقع قاعدة بيانات كرة القدم.إي يو (الإنجليزية)
- ماركو ستويانوفيتش على موقع Soccerway.com (الإنجليزية)
- ماركو ستويانوفيتش على موقع عالم كرة القدم.نت (الإنجليزية)